# 101. pukovnija "Ante Knežević-Krpe"
101. pukovnija "Ante Knežević-Krpe" je bila postrojba Hrvatskog vijeća obrane koja je pomogla u obrani Bihaća tijekom agresije na BiH (1992. – 1995.). Poznata i kao Bihaćki HVO ili Hrvatsko vijeće obrane regije Bihać, njezine jedinice ni u jednom trenutku rata u BiH nisu bile u sukobu s Armijom RBiH. Čitavo vrijeme su se borile za jedinstvenu i cjelovitu nedjeljivu državu Bosnu i Hercegovinu. Bihaćki HVO je imao slabe ili gotovo nikakve veze s HVO-om Hrvatske zajednice Herceg-Bosne.

## Ratni put

### Početak
HDZ općine Bihać je donio odluku, u trenutku agresije srpskih snaga na Bosansku Krupu da stranka HDZ preraste u organizaciju koja će obuhvatiti sve Hrvate bez obzira na politička uvjerenja, kao i one koji joj se žele pridružiti. Rješenje je nađeno u imenu Hrvatskog vijeća obrane. 
S Hrvatskom Republikom Herceg-Bosnom, Bihaćki HVO u početku nije imao nikakvih kontakata niti sprovođenja političkih ciljeva. Bihaćki HVO nikad nije poduzeo inicijativu o podjeli Bihaća na tri nacionalne općine, a srpskoj inicijativi o podjeli Bihaća oštro se suprotstavio.
Predsjednik Bihaćkog HVO-a Tomislav Dretar bio je potpredsjednik Predsjedništva Općine Bihać i član Predsjedništva Okruga Bihać, potpredsjednik Izvršnog odbora Općine Bihać bio je Hrvat Mladen Šenda, a zamjenik Zapovjednika ŠTO Bihać Hrvat Matija Ćosić, bivši kapetan JNA, kao i tajnik Tajništva za narodnu obranu Općine Bihać Hrvat Vid Šantić, Zapovjednik Aerodroma potpukovnik Goran Bulut, također Hrvat, potpukovnik u Stožeru Zrakoplovnog korpusa Ivan Prša - "Hrvat" ali ne i član HVO-a jer naprotiv, bio mu je otvoreni protivnik koji je HVO držao Dretarovom privatnom vojskom. Pa, potpukovnik pilot nadzvučnih aviona Josip Barunović dozapovjednik u Stožeru HVO-a i jedan od osnivača zrakoplovstva (zrakoplovne grupe) u ratnom Bihaću, načelnik stožera 502. hrvatsko-muslimanske pješačke brigade Petog korpusa i zapovjednik HVO-a Bihać general-major Vlado Šantić; kao i brojni drugi. 
Službena izjava Prvog Predsjednika i Zapovjednika Bihaćkog Hrvatskog vijeća odbrane pukovnika Tomislava Dretara glasi:
Hrvatsko vijeće obrane u Bihaću, samonikla je organizacija Hrvata u Bihaću koji su, spoznavši da je rat Srbije protiv Hrvatske pokrenut s ciljem osvajačkog pohoda za stjecanje novih teritorija, kao toliko puta u srpskoj povijesti i da se radi o zatiranju svih onih koji se zovu Hrvatima, kao toliko puta u povijesti, i da će se rat proširiti i na BiH s istim ciljem, ali da će genocidni pohod Srba sručiti se i na Bošnjake, taj trenutak morali dočekati spremni i udruženi sa svojim susjedima - Bošnjacima.

### 1. pješačka bojna
Bihaćki HVO je osnovao Prvu hrvatsku bihaćku pješačku bojnu koju je Tomislav Dretar doveo pod zapovjedništvo Komande ŠTO Bihać, a nedugo zatim je ona ušla u sastav Druge hrvatsko-muslimanske pješačke brigade, čiji je zapovjednik bio kapetan Atif Dudaković, netom pristigao iz Mladićeva topnitva iz Knina, a načelnik stožera je bio Vlado Šantić također netom pristigao iz okružja svog ujaka Mate Bobana, koji će kasnije, nakon smjenjivanja Tomislava Dretara i više neuspjelih pokušaja atentata preuzeti zapovjedništvo nad HVO-om u Bihaću. Iako su odnosi HVO-a i Armije BiH ostali dobri tijekom cijelog rata, odnosi između Dudakovića i Šantića su bili otvoreno sukobljeni. Kasniji misteriozni nestanak Vlade Šantića, mnogi upravo pripisuju Atifu Dudakoviću.
Bihaćki HVO je najmanje do kraja 1992. godine, pod zapovjedništvom Tomislava Dretara bio  hrvatski element u obrani Ustava i teritorije Republike BiH, združen s bošnjačkim elementom zajedničke i jedinstvene države.
Tomislav Dretar je smijenjen na inicijativu liječnika Ante Šantića na neregularan način i to s omjerom 50% glasova protiv njegovog smjenjivanja, 48% za njegovo smjenjivanje i jedan suzdržani glas. Tomislav Dretar nije glasao.

### Nova politika HVO Bihać sa Šantićem na čelu
Vlado Šantić je postao zapovjednikom HVO-a Bihać i Okruga Bihać u prilično nategnutim, ali ipak tolerantnim i općenito dobrim odnosima Armije BiH i HVO Bihać, dviju sastavnica jedne zajedničke vojske na području Bihaća. Nakon dolaska na mjesto zapovjednika, Vlado Šantić je krenuo s otvorenijom poltikom prema Hrvatskoj Republici Herceg-Bosni. Šantić je u jeku najžešće i posljednje četničke ofanzive povukao hrvatske snage sa Zavaljskog platoa što je ostavilo otvoren prostor četnicima za ulazak u grad. Nastradala su gotovo sva hrvatska sela, a da bi se popravila ta šteta i povratila zauzeta teritorija izgubljeno je nepotrebno dvadesetak ljudskih života, većinom iz postrojbe Tigrovi Armije BiH. Vlado Šantić nestao je u opskurnim, nikad do kraja istraženim okolnostima iz Hotela "Sedra" nadomak Bihaću, 8. ožujka 1995. godine, kamo je došao na sastanak s Dudakovićem. Iako je ispaljeno desetak hitaca, Dudaković, koji se nalazio dvadesetak metara udaljen, u istom hotelu izjavljuje da ništa nije ni čuo ni vidio.
Poslije nestanka Vlade Šantića, pod misterioznim okolnostima, za Zapovjednika HVO-a općine Bihać došao je potpukovnik JNA, inače načelnik Doma JNA u Bihaću i potonji brigadir Armije BiH Ivan Prša. Koji je od samog početka bio odbojan prema ulasku u HVO. Dogovor Armije BiH i HVO Bihać obuhvaćao je stav da se zapovjednici postrojbi nacionalno jednorodnih biraju i postavljaju od nadležnih nacionalnih struktura, što nije bio slučaj s Ivanom Pršom danas SDP liderom u Bihaću. U toj stranci Hrvati ne čine ni 1% članstva.